# بک‌اسلش
خط اُریب وارو یا واکج‌خط یا بَک‌اِسلَش (به انگلیسی: backslash)، نمادی است که عمدتاً در رایانش کاربرد دارد و قرینهٔ بازتابی (آیینه‌ایِ) تصویر خط مورب است. که به صورت «\» نمایش داده می‌شود.